# Время в Непале

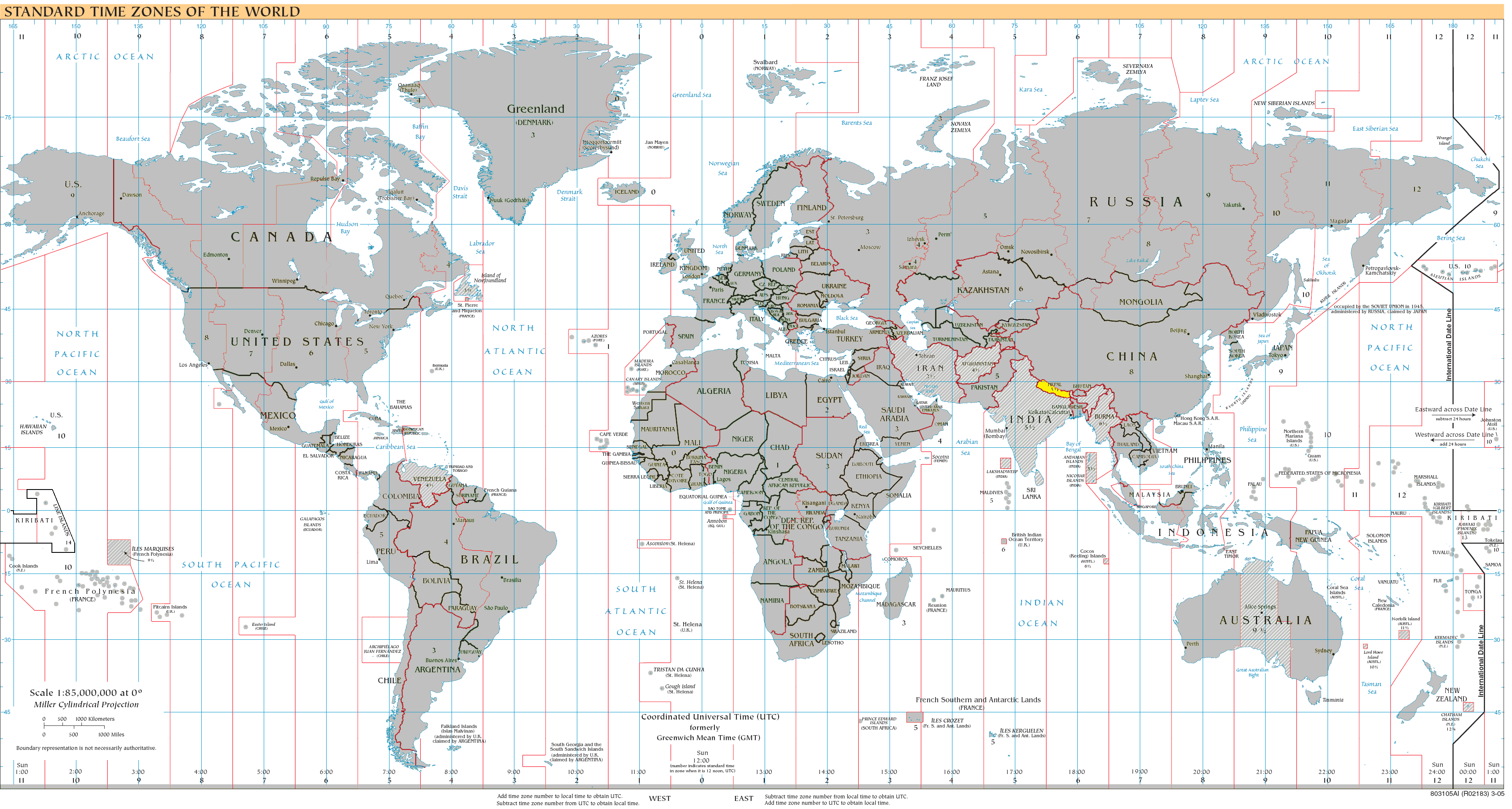
UTC+5:45 на карте часовых поясов мира:
ярко-жёлтым — зона UTC+5:45 круглогодично

Территория Непала располагается в часовом поясе под названием Непальское время (NPT) (UTC+5:45), и это один из трёх официальных часовых поясов без часа или получаса от времени UTC. На летнее время Непал не переходит.
Это время приблизительно соответствует среднему поясному времени в столице Непала, Катманду. До 1986 года в Непале действовало ещё более точное приближение — UTC+5:40 (точное время в Катманду — UTC+5:41:16).
В Непале имеет определённое распространение также точка зрения о необходимости округления местного времени до менее точного, но имеющего преимущества из-за стандартизации с Индией UTC+5:30 (Стандартного индийского времени).
Архипелаг Чатем — это другое место с такой же особенностью. Его часовой пояс — UTC+12:45.